# The Cursed Concert
The cursed concert è un album dal vivo pubblicato nel 1992 dai Death SS, con etichetta Contempo / Rosemary's. In quel periodo, la band aveva problemi con il mercato austriaco e tedesco, a causa della sigla SS, per cui la prima edizione del disco fu pubblicata con il nome Sylvester's Death. Successivamente, il disco è stato ristampato su CD con il vero nome del gruppo, dall'etichetta Lucifer Rising nel 1997. Le strumentali "Guitar Solos" e "Drum Solo" non esistono in versione studio, e sono state pubblicate solo dal vivo su "The cursed concert".

## Tracce
1. Ave satani (Intro) (cover dell'omonimo brano di Jerry Goldsmith)
2. Peace of mind
3. Horrible eyes
4. Cursed Mama
5. Lilith
6. Vampire
7. Guitar Solos
8. Family vault
9. Terror
10. Baphomet
11. Inquisitor
12. Templar's revenge
13. Drum Solo
14. Where have you gone?
15. Heavy Demons
16. Kings of evil

### Bonus Tracks edizione 1997
1. Straight to hell
2. Futilist's lament (cover degli High Tide)
3. Heavy demons (remix)
4. Dog man (cover dei Monument)

## Formazione
- Steve Sylvester (voce)
- Jason Minelli (chitarra)
- Andy Barrington (basso)
- Ross Lukather (batteria)
- Al Priest (chitarra)
- Marcel Skirr (tastiere)